# Midt om natten
 For alternative betydninger, se Midt om natten (flertydig). (Se også artikler, som begynder med Midt om natten)
Midt om natten er en dansk film fra 1984, instrueret af Erik Balling. Filmen er især kendt for sin røde politiske synsvinkel, og sange der blev skrevet og spillet af Kim Larsen, der blev belønnet med en Robert. Rollen som Susan Himmelblå blev et gennembrud for Birgitte Raaberg, der vandt en Bodil for bedste birolle. Ved lanceringen hævdede Erik Balling, at filmen var en westernfilm.
Denne film vakte opmærksomhed efter Erik Ballings Olsen Banden-serie, da filmen er en komedie med megen musik og en del politiske debatoplæg.
Filmen solgte 922.923 billetter, og den er dermed blandt de bedst sælgende danske film nogensinde.

## Handling
Den danske musiker Kim Larsen spiller hovedrollen som Benny, der sammen med sin bedste ven Arnold (Erik Clausen) spiller to barndomsvenner, som er blevet hjemløse, da kapitalisterne for at opføre nye lejligheder har revet deres tidligere hjem ned. Sammen med andre hjemløse opretter de i Sydhavnen et såkaldt samfund kaldet "Haveje" (Hawaii). Filmen følger livet i fristaden og de problemer, der opstår både internt og i forhold til det omgivende samfund.
Gennem historien bliver Benny forelsket i Susan, som spilles af Birgitte Raaberg, og da Arnold senere også forelsker sig i hende, og samtidig stiller op som politiker, tilspidses situationen, og de to venners forhold til hinanden sættes på prøve.

## Medvirkende
| Skuespiller             | Rolle                           |
| ----------------------- | ------------------------------- |
| Kim Larsen              | Benny                           |
| Erik Clausen            | Arnold Jensen                   |
| Birgitte Raaberg        | Susan Himmelblå                 |
| Holger Boland           | Tusindfryd                      |
| Buster Larsen           | Charles                         |
| Judy Gringer            | Rita/kranen Charles' veninde    |
| Frits Helmuth           | J.O. Kurtzen                    |
| Poul Bundgaard          | Kai Buhmann                     |
| Ove Sprogøe             | Susan Himmelblås far og købmand |
| Tommy Frederiksen       | Rockerleder - Brian             |
| Peter Gilsfort          | Rocker                          |
| Merete Voldstedlund     | Fru Jensen                      |
| Søren Spanning          | Partisekretær                   |
| Leif Sylvester Petersen | Mand fra vælgerforening         |
| Claus Strandberg        | Mand fra vælgerforening         |
| Mogens Brix-Pedersen    | Journalist                      |
| Poul Glargaard          | Fotograf                        |
| Jens Arentzen           | Politibetjent                   |
| Søren Steen             | Politibetjent                   |
| Holger Vistisen         | Politibetjent                   |
| Kirsten Hansen-Møller   | Sygeplejerske                   |
| Bjarne Adrian           | Taxachauffør                    |
| Pouel Kern              | Frederiksen                     |
| John Martinus           | Ægtemand i tv                   |
| Kirsten Peüliche        | Hustru i tv                     |
| Lasse Spang Olsen       | Johnny                          |
| Else Petersen           | Ældre dame i tv-studie          |
| Martin Spang Olsen      | Beboer på Haveje                |
| Ellen Winther Lembourn  | Gerda                           |
| Allan Olsen             | Spacy                           |
| Anders Hove             | Nalle                           |
| Henning Sprogøe         | Knold                           |
| Elin Reimer             | Kunde                           |
| Morten Fussinger        | Manse                           |

## Eksterne Henvisninger
- Midt om natten på Internet Movie Database (engelsk)
- Midt om natten på Filmdatabasen
- Midt om natten på danskefilm.dk
- Midt om natten på danskfilmogtv.dk
- Midt om natten på Scope
- Midt om natten på AllMovie (engelsk)
- Midt om natten på Turner Classic Movies (engelsk)
- Midt om natten på The Movie Database (engelsk)
- Midt om natten på Filmaffinity (engelsk)